# Norman Tokar
Norman Tokar, né le 25 novembre 1919 à Newark (New Jersey) et mort le 6 avril 1979 à Hollywood, est un réalisateur (et occasionnellement scénariste et producteur) américain de longs métrages et séries de télévision qui a réalisé de nombreux films des Walt Disney Productions durant les années 1950 et 1970.

## Biographie
Il est engagé par les studios Disney en 1961 pour réaliser des longs métrages.

## Filmographie
- 1949 : Colgate Theatre série télé (plusieurs épisodes)
- 1956-1957 : The Bob Cummings Show (5 épisodes)
- 1957-1960 : Leave It to Beaver (93 épisodes)
- 1959 : Naked City (1 épisode)
- 1960 : McGarry and His Mouse (TV)
- 1960 : The Tab Hunter Show (2 épisodes)
- 1962 : Compagnon d'aventure (Big Red)
- 1962 : His Model Wife (TV)
- 1962-1982 : Disneyland (31 épisodes)
  - 1962 : Sammy, the Way-Out Seal, réalisation et scénario
- 1963 : Sam l'intrépide (Savage Sam)
- 1964 : Les Pas du tigre (A Tiger Walks)
- 1965 : Calloway le trappeur (Those Calloways)
- 1966 : Quatre Bassets pour un danois (The Ugly Dachshund)
- 1966 : Demain des hommes (Follow Me, Boys!)
- 1967 : Le Plus Heureux des milliardaires (The Happiest Millionaire)
- 1967 : A Boy Called Nuthin' (TV)
- 1967 : Le Cheval aux sabots d'or (The Horse in the Gray Flannel Suit)
- 1968 : Un raton nommé Rascal (Rascal)
- 1970 : Du vent dans les voiles (The Boatniks)
- 1970 : Me and Benjie (TV)
- 1971 : The Chicago Teddy Bears série télé (plusieurs épisodes)
- 1971-1972 : Doris comédie (The Doris Day Show) (4 épisodes)
- 1972 : My Sister Hank (TV)
- 1972 : 3 Étoiles, 36 Chandelles (Snowball Express)
- 1973 : Big Daddy (TV)
- 1973 : M*A*S*H (1 épisode)
- 1974 : Young Love (TV)
- 1974 : Where the Red Fern Grows
- 1975 : Le Gang des chaussons aux pommes (The Apple Dumpling Gang)
- 1976 : La Folle Escapade (No Deposit, No Return)
- 1977 : La Course au trésor (Candleshoe)
- 1978 : Le Chat qui vient de l'espace (The Cat from Outer Space)